# Казимір Віра Анатоліївна
Віра Анатоліївна Казимір (нар. 6 грудня 1985, Чернігів) —  українська історикиня , кандидат історичних наук, доцент кафедри всесвітньої історії НН інституту історії, етнології та правознавства імені О. М. Лазаревського Чернігівського національного педагогічного університету імені Т. Г. Шевченка. Голова ВікіСтудії з історичних дисциплін.

## Трудова діяльність
- 2007 — вчитель англійської мови Чернігівської гімназії гуманітарно-естетичного профілю № 31;
- з 2009 — викладач спецкурсів з історії Чернігівської гімназії гуманітарно-естетичного профілю № 31;
- з 2010 — асистент/старший викладач/доцент кафедри всесвітньої історії НН інституту історії, етнології та правознавства імені О. М. Лазаревського Чернігівського національного педагогічного університету імені Т. Г. Шевченка;
- з 2014 — викладач Малої Академії наук України учнівської молоді.

## Освіта
Освіта вища. Має науковий ступінь кандидата історичних наук.
- 1993–2003 — до 1996 року навчалася у загальноосвітній школі І-ІІІ ступенів № 3 Чернігова, а з 1996 року — у гімназії гуманітарно-естетичного профілю № 31 (отримала золоту медаль за успіхи у навчанні);
- 2003–2009 — навчалася у Чернігівського національному педагогічному університеті імені Т. Г. Шевченка за спеціальністю «Педагогіка й методика середньої освіти. Історія. Мова та література (англійська)» та у 2008 р. здобула кваліфікацію спеціаліста, а у 2009 здобула кваліфікацію магістра «Педагогіка і методика середньої освіти. Історія» (отримала дипломи з відзнакою);
- 2009–2012 — аспірантура при Чернігівському національному педагогічному університеті;
- 2013 — захистила кандидатську дисертацію за спеціальністю «07.00.01 — історія України» на тему «Науково-педагогічна та громадська діяльність В. В. Дубровського в Україні», з 2014 — присуджено науковий ступінь кандидата історичних наук.

## Наукова діяльність
Працює над проблемами місцевої історії, розвитку бібліотечної та архівної справи, охорони пам'яток у ХІХ — поч. ХХ ст. Належить до Чернігівської спілки краєзнавців.
Брала участь у програмі навчання «Молоді лідери XXII» 2015–2016 від Інституту Роберта Шумана.
Голова ВікіСтудії з історичних дисциплін, редактор і популяризатор Української Вікіпедії.
Координатор проєкту «Мапа Чернігівщини: визначні постаті».
З 2014 року член асоціації учасників програми «Молодь змінить Україну» благодійного фонду Богдана Гаврилишина, за програмою якого у листопаді означеного року здійснила навчальну поїздку до Австрії.
Має понад 20 наукових публікацій. Серед них найбільш відомі:
1. Казимір В. Селянство на Чернігівщині у науковій спадщині Василя Дубровського / В. Казимір // Сіверщина в історії України: Збірник наукових праць. — К.; Глухів, 2010. − Вип. 3. — С. 297–299.
2. Казимір В. Історія Чернігівщини у науковому доробку В. Дубровського (1987 − 1966) / В. Казимір // Історія та географія: Збірник наукових праць. — Харків, 2011. — Вип. 42. — С. 175 − 179.
3. Казимір В. Духовенство Чернігівщини у науковому доробку В.Дубровського / В. Казимір // Сіверщина в історії України: Збірник наукових праць. — К.; Глухів, 2011. — Вип. 4.- С. 386 − 388.
4. Казимір В. Діяльність В. Дубровського на чолі харківської «Просвіти» (1941 − 1943) / В. Казимір // Сіверянський літопис. − 2011. − № 6. − С. 96 − 103.
5. Казимір В. Науково-організаційна діяльність В. Дубровського (1911 − 1925) / В. Казимір // Історія та географія: Збірник наукових праць. — Харків, 2012. — Вип. 45. — С. 184 − 190.
6. Казимір В. Василь Дубровський: становлення особистості (1897 − 1919) / В. Казимір // Слов'янський вісник: Збірник наукових праць. Серія: Історичні і політичні науки. − Рівне, 2012. − Вип. 13. − С. 43 − 46.
7. Казимір В. Музейна справа у науковому доробку В. Дубровського / В. Казимір // Сіверщина в історії України: Збірник наукових праць. — К.; Глухів, 2012. — Вип. 5. — С. 361 − 363.
8. Казимір В. До питання про педагогічну діяльність В. Дубровського (1919 − 1925 рр.) / В. Казимір // Гілея. − К, 2012. − Вип. 4 (59). − С. 49 − 52.
9. Казимір В. До питання про громадську діяльність В. Дубровського у 1925−1930-х рр. / В. Казимір // Література та культура Полісся. − Ніжин, 2012. − Вип. 70. − С. 101 − 109.
10. Казимір В. До питання про внесок В. Дубровського у вивчення турецької літератури / В. Казимір // Вісник Чернігівського державного педагогічного університету. Серія: Історичні науки. Вип. 106. − Чернігів, 2012. − № 9. − С. 225 − 228.
11. Казимир В. А. Вклад Василия Дубровского в развитие библиотечного дела в Украине (1925 − 1930 гг.) / В. А. Казимир // Научная дискуссия: вопросы социологии, политологии, философии, истории: Материалы VIII международной заочной научно-практической конференции. − Москва, 2012.− С. 31 − 42.